# Stethacanthus
Stethacanthus is een geslacht van uitgestorven primitieve haaien die leefden van het Laat-Devoon tot het Laat-Carboon, en veel leken op de moderne rifhaaien. Er zijn ten minste zes soorten in dit geslacht benoemd. Fossielen werden gevonden in Azië, Europa en Noord-Amerika. Stethacanthus komt van het Griekse στῆθος (stēthos), wat 'borst' betekent, en ἄκανθος (akanthos), wat 'ruggengraat' of 'doorn' betekent. De naam verwijst naar de kenmerkende aambeeldvormige eerste rugvin en wervelkolom weergegeven door volwassen mannen van het geslacht.

## Kenmerken
Een opvallend kenmerk van deze zeventig tot tweehonderd centimeter lange haaien was de aambeeldvormige eerste rugvin, die op een aambeeld of strijkplank leek en die aan de bovenzijde talrijke tandjes droeg. Ook de bovenzijde van de kop was met deze tandjes bezet. De kruin heeft mogelijk een rol gespeeld bij paringsrituelen, als hulpmiddel bij het vastklemmen aan de buik van grotere zeedieren, of is gebruikt om potentiële roofdieren bang te maken.
Net als andere leden van Stethacanthidae, had Stethacanthus unieke bekkengordels, enkel gekroonde en niet-groeiende schubben, een borstvin samengesteld uit metapterygium met een bijbehorende ‘zweep’ en een onderscheidende eerste rugvin en ruggengraat, het wervelkolomcomplex genoemd. Het neurocranium had een smalle suborbitale plaat, een brede supraorbitale plaat, een kort otico-occipitaal tussenschot, grote oogkassen en cladodontische tanden die precies in lijn waren. Naast deze kenmerken had Stethacanthus ook mannelijke bekkenklauwen met niet-prismatisch verkalkt kraakbeen aan de distale uiteinden.

### Rugwervel

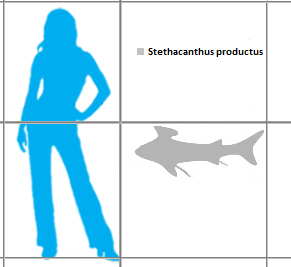
Stethacanthus vergeleken met de mens.

Het rugwervelcomplex neemt dezelfde plaats in als de eerste rugvin op andere zeekatten en bevat een basale plaat, die zich uitstrekt in een meestal naar de rug wijzende ruggenwervel, samengesteld uit trabeculaire dentine. De stekels lijken op die van moderne haaien en roggen maar missen merkwaardig genoeg geen emailachtig oppervlakteweefsel. Het trabeculaire dentine bevat stukjes vezels die wijzen op aanhechtingen aan het epaxiale spierstelsel. De manier waarop deze spieren zouden zijn gepositioneerd, impliceert dat de wervelkolom in anterio-posterieure richting had kunnen worden verplaatst. De zogenaamde 'borstel' is niet vezelig zoals oorspronkelijk werd gedacht, maar bestaat uit een aantal parallelle, membraneuze buisjes, gemaakt van bolvormig gecalcineerd kraakbeen.
De borstelbasis en de basisplaat zijn bedekt met een dunne, acellulaire beenlaag. Zangerl beweert dat deze buisjes vergelijkbaar zijn met erectiele weefsels bij mensen en dat het complex dus opblaasbaar kan zijn geweest. Het complex zelf is bedekt met maximaal negen rijen grote denticles die naar voren wijzen. De dorsale zijde van het hoofd heeft een eigen verzameling denticles die naar achteren wijzen. De aanwezigheid van deze grote denticles heeft geleid tot theorieën dat het rug-borstelcomplex in combinatie met de denticles op de kop werd gebruikt om roofdieren weg te jagen door de mond van een grotere vis te simuleren. Het complex is alleen bevestigd bij mannetjes en alleen bij mannetjes die seksuele volwassenheid hebben bereikt. Of het complex aanwezig was bij vrouwtjes van de soort is nog onbekend. Een andere theorie voor het rugwervelcomplex is dat het betrokken was bij het aantrekken van een partner of bij het paringsproces zelf.

### Vinnen

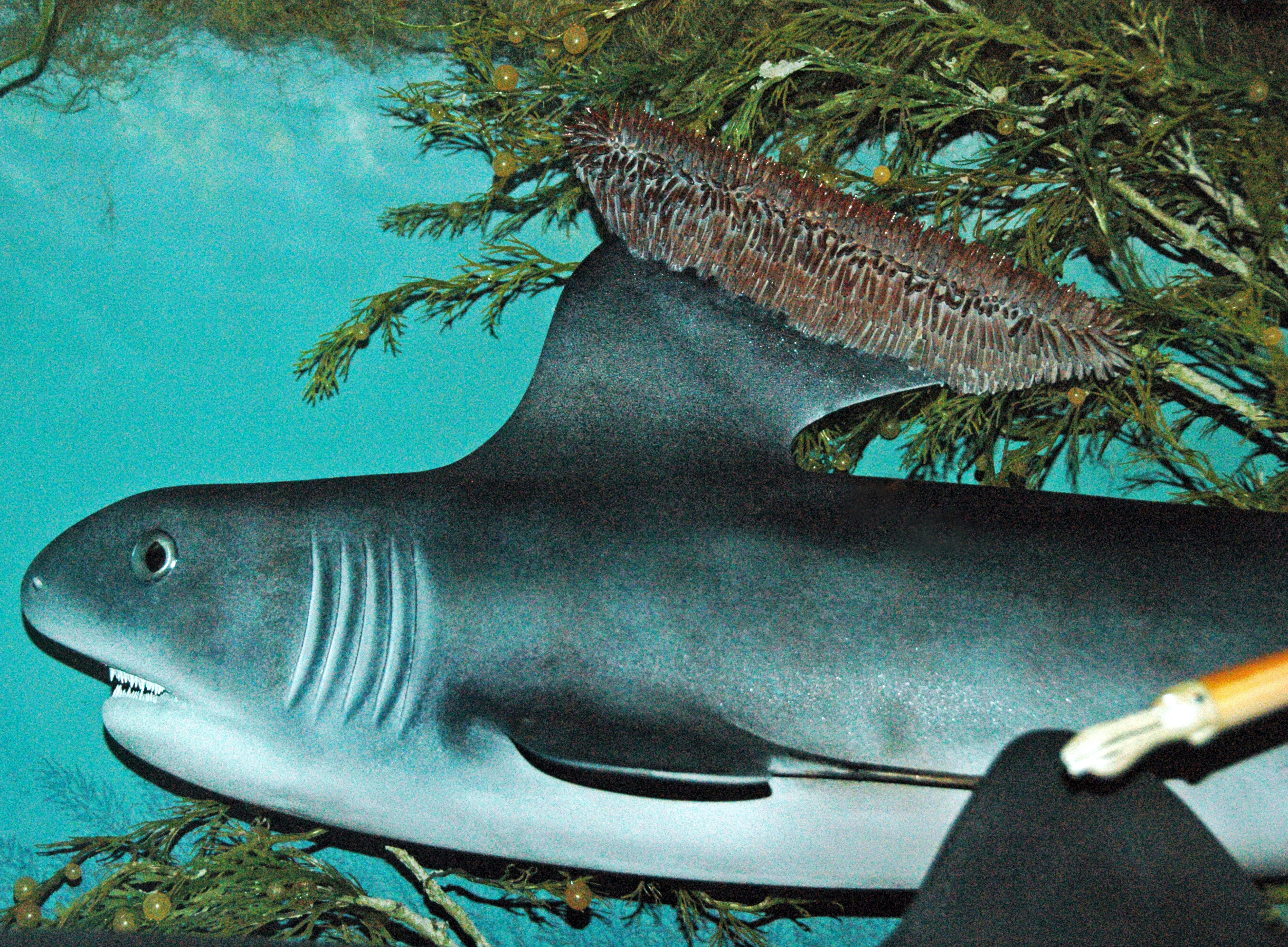
Model van Stethacanthus in een museum inMontana, Amerika.

De borstvinnen van Stethacanthus waren samengesteld uit de driehoekig gevormde metapterygium, waargenomen in moderne haaien, maar hadden een extra lange, metapterygiale structuur die een vinzweep wordt genoemd. Deze zwepen bevatten ten minste tweeëntwintig axiale kraakbeen en steken voorbij de bekkenvinnen. De drie meest voorste axialen zijn korter dan de meer achterste axialen. Het doel van de vinzwepen is onbekend, maar er is gesuggereerd dat ze tijdens het paren werden gebruikt.
Er was enige staartvinvariëteit onder Stethacanthus-soorten. Terwijl sommigen heterocercale staarten een lage hoek hadden, waren sommigen staarten homocercaal. De brede hypochordale lob werd ondersteund door lange, gespreide vinradialen.

### Het gebit
De tandvijlen zijn spiraalvormig en het palatoquadraat is gegratineerd met zes tot zeven uitsparingen om de tandfamilies goed te keuren. De afzonderlijke tanden zijn ver van elkaar gescheiden in de tandwervels. De tanden zelf zijn van de cladodonte variëteit. De basis van de tanden is het breedst aan de linguale zijde en elk ondersteunt een enkele grote knobbel en twee paar kleinere bijkomende knobbels voor een totaal van vijf knobbels. De mediale en meest laterale knobbels zijn het meest gecanneleerd. De tanden lijken meestal orthodentine te zijn, maar wanneer ze in dwarsdoorsnede worden bekeken, veranderen ze abrupt in osteodentine. De emaille is enkellaags en bedekt de dikke mantel van orthodentine. Naast de gebitstanden zijn er ook een aantal buccopharyngale denticles langs de oropharynx. De denticles langs de bovenkant van het hoofd en de bovenkant van het rugwervelcomplex zijn groter dan de dentitietanden en ze verschijnen als langwerpige monocuspide denticles.

### Bekkengordels en geslachtsorganen
Bij Stethacanthus bestaan de bekkengordels uit vellen prismatisch kraakbeen, elk in de vorm van een sub-driehoekige, afgeronde plaat. De voorste rand van elke gordel is enigszins concaaf, terwijl de achterste bol is. Er lijkt geen aaneenvoeging van de twee platen te zijn. Er zijn twee soorten bekkengordels gevonden in stethacanthiden: de primitieve toestand en de afgeleide toestand. In de primitieve toestand hebben de bekkengordels een metapterygiaal element dat slechts één of twee radialen ondersteunt en de meeste vinradialen zijn direct aan de bekkenplaat bevestigd. De afgeleide toestand verschilt in die zin dat er een veel hoger aantal radialen wordt ondersteund door de bekkenplaat. Dit kenmerk, vergezeld van een verbreding van de bekkengordel om het toegenomen aantal radialen op te vangen, is een kenmerk van Stethacanthus en andere symmorriids. De mannetjes hadden geslachtsorganen die knotsvormig waren aan de distale uiteinden en samengesteld uit niet-prismatisch bolvormig verkalkt kraakbeen.

## Leefwijze
Stethacanthus jaagde op kleine vissen en koppotigen. Misschien maakten ze jacht op de vroege amfibieën. Het voedsel heeft veel overeenkomsten met het voedsel van moderne, kleine haaien. 
Misschien werd de 'sokkel' gebruikt om vrouwtjes aan te trekken en later ze tijdens het paren stevig mee vast te houden.

## Vondsten

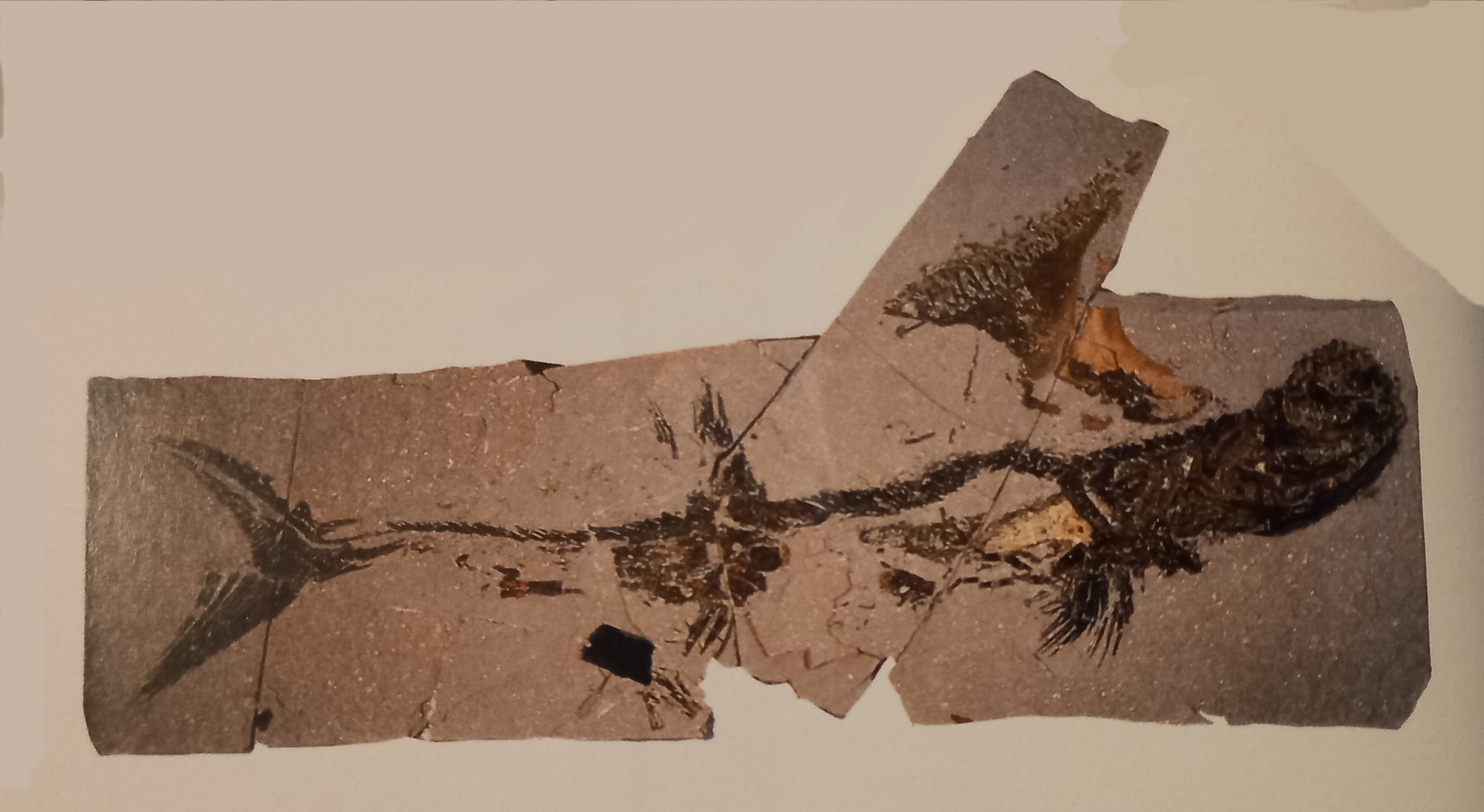
Stethacanthus fossiel uit 1980 gevonden in Bearsden.

De fossielen van deze soort zijn gevonden in Noord-Amerika, Schotland, Frankrijk, Polen en Rusland. De paleontoloog Stan Wood vond in 1980 het fossiel was hiernaast is afgebeeld in Bearsden, Engeland. Het exemplaar is uitzonderlijk goed bewaard gebleven met restjes van voedsel zichtbaar in zijn maag. Het fossiel bevindt zich vandaag de dag in het Hunterian Museum van de Universiteit te Glasgow.

## Paleobiologie
Het is zeker dat Stethacanthus een carnivoor was en zich gezien zijn kleine formaat waarschijnlijk gevoed had met kleine vissen, brachiopoden en stekelhuidigen net als andere haaien van zijn tijd. Aangezien het rugwervelcomplex nogal een grote structuur is, lijkt het bovendien waarschijnlijk dat het in combinatie met de naar voren gerichte denticles op de structuur een sleepkracht zou hebben geproduceerd tijdens snelle voortbeweging. Daarom was Stethacanthus waarschijnlijk een langzaam bewegende haai. De vinnen van Stethacanthus waren ook kleiner dan bij andere haaien van dezelfde grootte en hun tanden waren ook aan de kleine kant ten opzichte van andere kleine paleozoïsche haaien, wat suggereert dat Stethacanthus misschien een bodembewoner is geweest. Gezien het feit dat de meeste Stethacanthus-exemplaren werden teruggevonden in de Bear Gulch-kalksteen in Montana, is het mogelijk dat dit gebied niet alleen een broedplaats was voor andere haaien, maar ook voor Stethacanthus, wat suggereert dat ze migreerden.

## Geschiedenis
De verschillende soorten Stethacanthus die eind 1800 werden ontdekt, waren uitsluitend gebaseerd op geïsoleerde stekels, waardoor paleontoloog John Strong Newberry aanvankelijk dacht dat de stekels een nieuw soort vin vormden. Hij geloofde oorspronkelijk dat de stekels deel uitmaakten van de borstvinnen en dat ze niet bilateraal symmetrisch waren. Ondertussen zijn de eerste bijbehorende skeletresten, gevonden in het Mississippien van Montana en het Devoon en het Mississippien van Ohio, nog bijna een eeuw onbeschreven. Omdat complete skeletten uiterst zeldzaam waren, was de classificatie van Stethacanthus vaag en gebaseerd op enkele kenmerken. Het was pas in 1974 dat de familie Stethacanthidae werd gedefinieerd door Richard Lund omdat Stethacanthus zo sterk verschilde van andere Elasmobranchii van die tijd. Relatieve classificaties van symmoriiden in vergelijking met stethacanthiden worden nog steeds besproken. Meer Stethacanthus-exemplaren zijn ontdekt, die hun bereik hebben uitgebreid van het midwesten van de Verenigde Staten tot het Onder-Carboon van Bearsden, Schotland en het Onder-Tournaisien van de regio Toela in Centraal-Rusland en China. Stethacanthus-tanden zijn teruggevonden in de Frasnien-Famennien Napier Formation en de Tournaisien Laurel Formation en Moogooree Limestone in West-Australië. Een gedeeltelijk gehemelte en kaakbeen verwijst naar een Stethacanthus sp. is ook hersteld van het Bonaparte-bekken, West-Australië.

## Classificatie
De aanwezigheid van bolvormig gecalcineerd kraakbeen in zowel de rug-borstel complexe basisplaat en borstel en in de geslachtsorganen is interessant omdat dit de eerste vermelding is van zo'n grote massa bolvormig gecalcineerd kraakbeen bij chondrichthyes. De hoge aanwezigheid van bolvormig verkalkt kraakbeen roept verschillende vragen op over de evolutie van haaien. Het is mogelijk dat prismatisch kraakbeen, een bepalend kenmerk van chondrichthyes, een evolutionaire afgeleide is van globulair gecalcificeerd kraakbeen. Als dit het geval was, zouden primitieve chondrichthyes zijn verschenen met haai-achtige schubben op basis van bolvormig verkalkt kraakbeen. Een ander opvallend kenmerk is de dunne, acellulaire botlaag die de borstel en de basisplaat van het rugwervelcomplex bedekt. Het is mogelijk dat de coating op het rugwervelcomplex de eerste vermelding is van endoskeletaal bot in primitieve chondrichthyes, en dat deze endoskeletale kenmerken verloren zijn gegaan in bestaande chondrichthyes. Het is ook mogelijk dat de ruggengraat een unieke verdeling is van het dermale skelet en dus afkomstig is van een neurale top. Volgens deze veronderstelling zou de borstel een verlenging van de vin-grondplaat zijn. De endoskeletale locatie en afwezigheid van vinradialen ondersteunt de laatste hypothese.
Taxonomische relaties zijn moeilijk te definiëren voor Stethacanthus, omdat er veel variabiliteit is in de kenmerken van de ontdekte exemplaren. Chondrichthyes is een monofyletische groep die wordt gekenmerkt door de ontwikkeling van endoskeletale tesserae (gemineraliseerde blokken kraakbeen) en inwendige bevruchting. Chondrichthyes is verder onderverdeeld in twee subklassen: Elasmobranchii en Holocephali. Stethacanthiden zijn geclassificeerd als lid van de groep Paleoselachii, een onderdeel van Elasmobranchii. Stethacanthus is verder geclassificeerd als onderdeel van de orde Symmoriida, een classificatie die tot controverse heeft geleid. Er zijn twee hoofdhypothesen met betrekking tot deze classificatie. Een hypothese stelt dat de orde Symmoriida bestaat uit de families Symmoriidae, Stethacanthidae en Falcatidae en dus een monofyletische groep zijn. Een andere is dat symmoriiden eigenlijk de vrouwtjes zijn van stethacanthiden of zijn afgeleid van stethacanthiden. Deze hypothese is te wijten aan het feit dat stethacanthiden en symmoriiden slecht zijn gedefinieerd. Van symmoriiden wordt gedacht dat ze geen rugwervelcomplex hebben, maar zijn verder identiek aan stethacanthidae. Stethacanthiden worden geïdentificeerd door de aanwezigheid van een rugwervelcomplex, dat in sommige gevallen niet bestaat (bijvoorbeeld jonge mannen), waardoor de bepaalde classificatie van stethacanthiden en symmoriiden moeilijk is. Meer recent is Symmoriida als geheel opnieuw geclassificeerd als onderdeel van Holocephali, wat betekent dat Stethacanthus nauwer verwant is aan moderne chimaera dan aan haaien.